# Volo Spantax 995
Il volo Spantax 995 era un volo charter dall'aeroporto di Madrid-Barajas, Spagna, all'aeroporto Internazionale John F. Kennedy, Stati Uniti d'America, con scalo intermedio all'aeroporto di Malaga. Il 13 settembre 1982, il McDonnell Douglas DC-10 operante il volo uscì di pista dopo che i piloti avevano abortito il decollo a causa di forti vibrazioni provenienti dal carrello. Delle 394 persone a bordo, in 50 morirono e altre 110 vennero ricoverate in ospedale per le ferite riportate.

## L'aereo
Il velivolo coinvolto era un McDonnell Douglas DC-10-30CF, marche EC-DEG, numero di serie 46962, numero di linea 238. Volò per la prima volta nell'aprile 1977 e venne consegnato il 6 giugno dalla statunitense Overseas National Airways. Spantax lo prese in leasing nell'ottobre 1978. Era spinto da 3 motori turboventola General Electric CF6-50. Al momento dell'incidente, l'aereo aveva accumulato 15 364 ore di volo in 4 008 cicli di pressurizzazione.

## L'incidente
Lo stesso giorno dell'incidente, l'aereo aveva effettuato la tratta tra l'aeroporto di Palma di Maiorca e l'aeroporto di Madrid-Barajas, operando come volo Iberia 4439. Ore dopo, il velivolo decollò diretto all'aeroporto di Malaga, operando il volo Spantax 995. Dopo lo scalo a Malaga, si diresse verso l'inizio della pista 14 per decollare in direzione sud-est.
Il decollo iniziò normalmente pochi secondi dopo le 10.00 del mattino, fino a quando intorno alla V1 (l'ultima velocità alla quale il decollo può essere interrotto in sicurezza) l'equipaggio iniziò a sentire forti vibrazioni. Quando l'aereo stava già decollando, tra Vr e V2, le vibrazioni aumentarono fortemente e i piloti decisero di interrompere il decollo, nonostante fossero ben al di sopra della velocità alla quale questa manovra è vietata ed è obbligatorio decollare in ogni caso.
Poiché il decollo venne interrotto così tardi, l'aereo non aveva abbastanza spazio per frenare e uscì di pista a una velocità di 110 nodi (200 km/h), scontrandosi con una cabina di cemento che faceva parte del sistema ILS (dove perse il motore 3), attraversando la recinzione perimetrale dell'aeroporto, superando la N-340 (all'epoca era già un'autostrada), entrando in collisione con tre auto e fermandosi a circa 450 metri di pista.
Tutti gli occupanti sopravvissero allo schianto; tuttavia scoppiò un incendio dovuto alla presenza di un ingente quantitativo di carburante caricato per attraversare l'Atlantico. Nelle fiamme morirono 47 passeggeri e 3 membri dell'equipaggio. Altri 334 passeggeri e 10 membri dell'equipaggio sopravvissero, 110 dei quali furono ricoverati in ospedale. Anche il conducente di uno dei veicoli che l'aereo aveva urtato passando sopra l'N-340 rimase gravemente ferito.

## Le indagini
L'incidente fu oggetto di indagine da parte delle autorità spagnole e statunitensi.
La causa dell'incidente fu il distacco di frammenti da un battistrada rattoppato sulla ruota destra del carrello anteriore, che aveva iniziato a generare forti vibrazioni. La procedura standard prevedeva che il decollo continuasse dopo la V1, e inizialmente i piloti lo seguirono; tuttavia, la vibrazione peggiorò considerevolmente durante la rotazione e così, non conoscendone la causa, il comandante interruppe il decollo nonostante avesse superato la Vr. Le indagini successive stabilirono che ciò era ragionevole, date le circostanze anormali. Si venne a sapere che l'addestramento dei piloti copriva solo i guasti al motore al decollo e c'era una mancanza di addestramento su quelli alle ruote.
Uno specialista audiovisivo alla Pace University, un certo Maloney, stava registrando un nastro audio durante l'incidente come parte di una serie di registrazioni di decolli e atterraggi di aeroplani. Quando divenne chiaro che qualcosa stava andando storto, iniziò a riferire sull'incidente e sulle sue conseguenze immediate. Il DJ di Chicago Steve Dahl riprodusse il nastro di Maloney nel suo podcast del 26 marzo 2010.